# Корпорація
Корпора́ція (від лат. corpus — тіло) — це правова форма бізнесу, що відрізняється і відокремлена від конкретних осіб, які ними володіють.
В Україні також похідними термінами від «корпорація» як правило позначаються явища, що пов'язані з акціонерними товариствами та господарськими товариствами.

## Історія
Слово «корпорація» походить від corpus, латинського слова, що означає тіло, або «група людей». За часів Юстиніана (правління у 527—565 рр.) римське право визнавало низку корпоративних утворень під назвами Universitas, corpus або collegium . Після ухвалення Lex Julia під час правління Юлія Цезаря як консула та диктатора Римської республіки (49–44 рр. до н. е.) та їх повторного підтвердження під час правління Цезаря Августа як Princeps senatus (принцепса сената, голови сенату) та імператора римської армії (27 р. до н. е.– 14 р. н. е.), колегії вимагали схвалення римського сенату або імператора, щоб бути уповноваженими як юридичні особи. До них належала сама держава (Populus Romanus), муніципалітети та такі приватні об'єднання, як спонсори релігійного культу, похоронні товариства, політичні групи та гільдії ремісників чи торговців. Такі органи, як правило, мали право володіти майном і укладати договори, отримувати подарунки і спадщину, подавати позов і бути позивачем і, взагалі, здійснювати юридичні дії через представників. Приватним товариствам імператор надавав визначені привілеї та вольності.

## Корпорації в Україні
Корпорацією в Україні визнається договірне об'єднання, створене на основі поєднання виробничих, наукових і комерційних інтересів підприємств, що об'єдналися, з делегуванням ними окремих повноважень централізованого регулювання діяльності кожного з учасників органам управління корпорації. Державні і комунальні господарські об'єднання утворюються переважно у формі корпорації або концерну, незалежно від найменування об'єднання (комбінат, трест тощо).
В Україні корпорація є організаційно-правовою формою об'єднань підприємств і є різновидом господарського об'єднання.
Таким чином, в Україні корпорації не здійснюють безпосередньо виробничу діяльність (хоча це і не заборонено), а є лише об'єднанням виробничих та інших юридичних осіб з метою централізованого регулювання.
Діяльність корпорацій в Україні регламентується Господарським кодексом України та іншими нормативно-правовими актами України. Утворення корпорації може потребувати попередньої згоди Антимонопольного комітету України відповідно до Положення про концентрацію.

### Приклади юридичних осіб, що є корпораціями за українським законодавством
- Корпорація «ТАСКО»
- Корпорація «ПАРУС»
- Корпорація ДТЕК

## Похідні терміни в українському законодавстві
В українському законодавстві відсутнє будь-яке інше визначення корпорації, окрім наведеного вище. Водночас, окремі терміни, використовуючи похідні словоформи, досить часто неявно розуміють під «корпорацією» господарські товариства або безпосередньо акціонерні товариства.
Прикладами такого використання терміна є:
- під терміном «корпоратизація» розумілось саме перетворення державного підприємства на акціонерне товариство (але не на корпорацію),
- під корпоративними правами розуміються права на частку у статутному капіталі учасника господарського товариства,
- під корпоративним управлінням розуміється один із елементів управління акціонерним товариством.

## Корпорації в інших країнах
В інших країнах розуміння слова «корпорація» залежить від національного законодавства.

### Корпорація як об'єднання
В деяких країнах термін «корпорація» наближено відповідає українському «об'єднання підприємств», тобто розуміється об'єднання за тією чи іншою ознакою суб'єктів господарювання та виробництва. Саме таке значення вкладено і в українське визначення терміна.

### Корпорація як господарське товариство
Частіше під корпорацією розуміється корпоратизована компанія, тобто юридична особа відносно якої діють корпоративні права. Прикладом таких корпорацій є:
- Британська телерадіомовна корпорація
- Canon
- McDonald's

та інші.
Таке розуміння наближено відповідає українському поняттю публічне акціонерне товариство.

## Транснаціональні корпорації
В Конвенції про транснаціональні корпорації під транснаціональною корпорацією розуміється як одна юридична особа, так і декілька юридичних осіб, що здійснюють свою діяльність на території двох чи більше держав. Наприклад:
- Microsoft corporation;
- Intel corporation;
- Apple inc.

## Корпоративна інформаційна безпека
За даними дослідників в Росії в 2019 році кількість зареєстрованих витоків закритої інформації з комерційних і державних організацій в порівнянні з 2018 роком зросла на 40 %. При цьому хакери викрадають дані менше ніж в 20 % випадків, головними порушниками є співробітники — з їхньої вини відбувається приблизно 70 % всіх витоків.